# Suzanna Lubrano
Suzanna Lubrano (Santa Catarina, Cabo Verde, 1975) es una cantante joven  del género Zouk. 
Suzanna Lubrano, reside en Holanda y recientemente ganó el premio Kora Awards 2003 como la Mejor Artista Africana, este premio musical es el más prestigioso del continente africano.

## Discografía

### Álbumes
- 2007 - Saida (Mass Appeal Entertainment)
- 2003 - Tudo Pa Bo (Kings Records)
- 1999 - Fofó (Kings Records)
- 1997 - Sem Bó Nes Mund (Kings Records)

### Otras obras
- Sukrinha (2006)
- Mas um vez (Tropical Stars, Tropical Music, 2005)
- Silêncio (single CD, Coast to Coast, 2004)
- In Silence (single CD, Coast to Coast, 2004)
- Stilte (single CD, Coast to Coast, 2004)
- Paraíso (Jeux de Dames volume 4, Rubicolor, 2004)
- Dilemma (Jeux de Dames volume 3, Rubicolor, 2002)
- Nos dos (Beto Dias, Kings Records, 2000)
- Our night (TxT Stars, volume 1, 1999)
- Cada momentu (Sukuru, Rabelados, 1996)

## Trivia
Las canciones de Suzanna Lubrano han sido interpretadas por los bailarines de Zouk y Lambada.

### Website
- Suzanna Online Archivado el 19 de septiembre de 2006 en Wayback Machine.
- My Space

### Videoclips
- Tudo Pa Bo, You Tube
- Nha Sonho, You Tube
- Gamboa Festival, You Tube
- Interview, You Tube
- Zouk Dance: Suzanna's Razao d'nha vida

- Datos: Q509073